# Корозинити, Франческо
Франческо Корозинити (итал. Francesco Corosiniti; род. 6 июля 1984, Тун, Берн) — итальянский игрок в пляжный футбол. Капитан сборной Италии. Двукратный вице-чемпион мира (2008, 2019). Победитель Евролиги 2018 года.

## Клубная карьера
Родился 6 июля 1984 года в швейцарском городе Тун. Имеет гражданство Швейцарии и Италии. Мать — Анна-Мария — швейцарка. Получил образование по специальности бухгалтерия. Занимался футболом в академии «Катандзаро». В 2016 году выступал в Серии D за «Серсале».
В 20-летнем возрасте его пригласили выступать за местную команду по пляжному футболу в чемпионате Италии. Выступал за португальский «Спортинг» и итальянские «Террачину» и «Катанью». Восьмикратный чемпион Италии. Вместе с «Катанией» становился победителем Суперкубка Италии 2016 года и Кубка Италии 2018 года.
В марте 2023 года стал главным тренером пляжного футбольного клуба «Виареджо».

## Карьера в сборной
В составе сборной Италии по пляжному футболу, где впоследствии стал капитаном, дебютировал в 2007 году в рамках Евролиги. Участник пяти чемпионатов мира (2008, 2011, 2015, 2017, 2019). Вместе с командой дважды доходил до финала чемпионата мира в 2008 и 2019 годах. Серебряный призёр Европейских игр 2015 года. Финалист Кубка Европы 2016 года. Победитель Средиземноморских пляжных игр 2016 года и Евролиги 2018 года. В 2014 году на основании голосования был удостоен награды Pallone Azzurro как лучшего итальянского игрока в пляжный футбол. По итогам 2018 года получил Beach Soccer Awards в номинации «fair play».
По состоянию на май 2023 года провёл в составе сборной 263 матча и забил 8 голов.

## Достижения
- Вице-чемпион мира (2): 2008, 2019
- Победитель Евролиги: 2018
- Серебряный призёр Европейских играх: 2015
- Финалист Кубка Европы: 2016
- Победитель Средиземноморских пляжных игр: 2016